# Hallines
Hallines é uma comuna francesa na região administrativa de Altos da França, no departamento de Pas-de-Calais. Estende-se por uma área de 5,72 km². Em 2010 a comuna tinha 1 215 habitantes (densidade: 212,4 hab./km²).